# Skeleton-Europacup 2011/12
Der Skeleton-Europacup 2011/12 war eine von der Fédération Internationale de Bobsleigh et de Tobogganing (FIBT) veranstaltete Rennserie im Skeleton. Er wurde zum insgesamt zwölften Mal ausgetragen und umfasste acht Wettbewerbe auf vier verschiedenen Kunsteisbahnen.
Der Europacup gehörte, ebenso wie der America’s Cup, zum Unterbau des Weltcups und des Intercontinentalcups. Die Ergebnisse flossen in das FIBT-Skeleton-Ranking 2011/12 ein.

## Startplätze
Die Quotenplätze für die einzelnen nationalen Verbände wurden anhand des FIBT-Rankings aus der Vorsaison vergeben. Bei den Frauen konnte Deutschland, Italien, Lettland und Slowenien jeweils vier Athletinnen an den Start bringen, bei den Männern Deutschland, Großbritannien, Italien, die Schweiz und Russland jeweils vier Athleten. Alle übrigen europäischen und afrikanischen Verbände durften bis zu drei, alle asiatischen, amerikanischen und ozeanische Verbände bis zu zwei Athleten einsetzen.

## Männer

### Veranstaltungen
| Datum             | Ort        | Sieger            | Zweiter              | Dritter            |
| ----------------- | ---------- | ----------------- | -------------------- | ------------------ |
| 25. November 2011 | Königssee  | David Lingmann    | Maximilian Graßl     | Dave Greszczyszyn  |
| 26. November 2011 | Königssee  | David Lingmann    | Maximilian Graßl     | Brad Stewart       |
| 9. Dezember 2011  | Altenberg  | Maximilian Graßl  | David Lingmann       | Pawel Tschuiko     |
| 10. Dezember 2011 | Altenberg  | Dave Greszczyszyn | David Lingmann       | Daniel Lingenauber |
| 7. Januar 2012    | Igls       | David Lingmann    | Dave Greszczyszyn    | Paul Fraser        |
| 8. Januar 2012    | Igls       | Ed Smith          | Paul Fraser          | David Swift        |
| 14. Januar 2012   | Winterberg | Dave Greszczyszyn | Christopher Grotheer | Dorin Velicu       |
| 15. Januar 2012   | Winterberg | Dominic Parsons   | Christopher Grotheer | David Lingmann     |

### Gesamtstand
| Platz | Sportler                  | Land                    | KÖN 1 | KÖN 2 | ALT 1 | ALT 2 | IGL 1 | IGL 2 | WIN 1 | WIN 2 | Punkte |
| ----- | ------------------------- | ----------------------- | ----- | ----- | ----- | ----- | ----- | ----- | ----- | ----- | ------ |
| 01    | David Lingmann            | Deutschland             | 01    | 01    | 02    | 02    | 01    | 07    | 05    | 03    | 493    |
| 02    | Dave Greszczyszyn         | Kanada                  | 03    | 05    | 04    | 01    | 02    | 05    | 01    | 04    | 460    |
| 03    | Maximilian Graßl          | Deutschland             | 02    | 02    | 01    | 14    | 07    | 06    | 10    | 11    | 369    |
| 04    | Paul Fraser               | Kanada                  | 10    | 12    | 07    | 04    | 03    | 02    | 08    | 07    | 342    |
| 05    | Axel Jungk                | Deutschland             | 05    | 10    | 05    | 05    | 11    | 09    | 06    | 06    | 311    |
| 06    | Pawel Tschuiko            | Russland                | 08    | 04    | 03    | 06    | 10    | 11    | 15    | 14    | 289    |
| 07    | Dorin Velicu              | Rumänien                | 16    | 15    | –     | –     | 09    | 04    | 03    | 09    | 215    |
| 08    | Christopher Grotheer      | Deutschland             | –     | –     | –     | –     | 04    | 10    | 02    | 02    | 212    |
| 09    | Ed Smith                  | Vereinigtes Königreich  | –     | –     | –     | –     | 04    | 01    | 07    | 05    | 208    |
| 10    | Hiroyuki Bamba            | Japan                   | 13    | 18    | 15    | 12    | 22    | 14    | 12    | 12    | 181    |
| 11    | Brad Stewart              | Vereinigte Staaten      | 07    | 03    | –     | –     | 13    | 13    | 14    | dns   | 169    |
| 12    | Daniel Lingenauber        | Deutschland             | 09    | 08    | 06    | 03    | –     | –     | –     | –     | 165    |
| 13    | David Swift               | Vereinigtes Königreich  | –     | –     | –     | –     | 06    | 03    | 09    | 10    | 161    |
| 14    | Dominic Parsons           | Vereinigtes Königreich  | –     | –     | –     | –     | 16    | 22    | 04    | 01    | 154    |
| 15    | Artjom Serkin             | Russland                | 06    | 07    | 09    | 09    | –     | –     | –     | –     | 146    |
| 16    | Marco Rohrer              | Schweiz                 | 20    | 25    | 17    | 17    | 24    | 12    | 11    | 13    | 145    |
| 17    | Gerald Stürzenhofecker    | Tschechien              | 24    | 19    | 16    | 13    | 12    | 19    | 20    | 15    | 143    |
| 18    | Mike Dellemann            | Vereinigte Staaten      | –     | –     | –     | –     | 08    | 08    | 12    | 08    | 136    |
| 19    | Alexei Krinotschkin       | Russland                | 11    | 09    | 22    | 22    | 14    | 15    | 0     | 0     | 128    |
| 20    | Ruslan Akimenko           | Russland                | –     | –     | 08    | 08    | 21    | –     | 17    | 16    | 120    |
| 21    | Noriyasu Ato              | Japan                   | 13    | 11    | 10    | 10    | –     | –     | –     | –     | 120    |
| 22    | Florentin Spadin          | Schweiz                 | 12    | 16    | 11    | 07    | –     | –     | –     | –     | 116    |
| 23    | Aleix Alcaraz             | Spanien                 | 18    | 21    | 18    | 18    | 19    | 26    | {19   | 21    | 101    |
| 24    | Ronald Auderset           | Schweiz                 | 23    | 27    | 14    | 16    | 15    | 16    | –     | –     | 098    |
| 25    | Anže Šetina               | Slowenien               | 04    | 06    | –     | –     | –     | –     | –     | –     | 090    |
| 26    | Jakub Holoubek            | Tschechien              | 15    | 20    | 19    | 20    | 17    | 24    | –     | –     | 085    |
| 27    | Adam Moore                | Vereinigte Staaten      | 22    | 17    | 13    | 11    | –     | –     | –     | –     | 083    |
| 28    | Marco Zoccolan            | Italien                 | 21    | 23    | –     | –     | 17    | 23    | 16    | 17    | 082    |
| 29    | Stefan Geisler            | Österreich              | –     | –     | 20    | 21    | 20    | 17    | –     | –     | 052    |
| 30    | Allen Blackwell           | Vereinigte Staaten      | –     | –     | 12    | 15    | –     | –     | –     | –     | 050    |
| 31    | Newen Mitew               | Russland                | dsq   | 21    | –     | –     | 38    | 19    | 21    | 18    | 050    |
| 32    | Mattia Gaspari            | Italien                 | 29    | 30    | –     | –     | 26    | 27    | 18    | 19    | 042    |
| 33    | Silviu Alexandru Mesarosi | Rumänien                | 19    | 13    | –     | –     | –     | –     | –     | –     | 040    |
| 34    | Florian Auer              | Österreich              | 28    | 31    | 21    | 19    | 38    | 30    | 25    | 25    | 040    |
| 35    | Alexandros Kefalas        | Griechenland            | 25    | 14    | –     | –     | –     | –     | –     | –     | 030    |
| 36    | Stefano de Lorenzo        | Italien                 | 31    | 29    | –     | –     | 27    | 33    | 22    | 20    | 027    |
| 37    | Urs Vescoli               | Australien              | 17    | 24    | –     | –     | –     | –     | –     | –     | 025    |
| 38    | Erik Geerts               | Niederlande             | 32    | 25    | –     | –     | 23    | 28    | 29    | 27    | 023    |
| 39    | Waleri Mischajew          | Russland                | –     | –     | –     | –     | 25    | 18    | –     | –     | 022    |
| 40    | Jesper Gustafsson         | Schweden                | –     | –     | –     | –     | –     | –     | 22    | 22    | 018    |
| 41    | Rasmus Ottosson           | Schweden                | –     | –     | –     | –     | –     | –     | 24    | 24    | 014    |
| 42    | Alexander Auer            | Österreich              | –     | –     | –     | –     | 28    | 21    | –     | –     | 013    |
| 43    | Bogdan Dobre              | Rumänien                | –     | –     | –     | –     | 31    | 31    | 26    | 23    | 013    |
| 44    | Daniel Wolf               | Österreich              | –     | –     | –     | –     | 30    | 36    | 27    | 26    | 010    |
| 45    | Fadri Graf                | Schweiz                 | –     | –     | –     | –     | 29    | 25    | –     | –     | 08     |
| 46    | Lee Webster               | Südafrika               | 26    | 28    | –     | –     | –     | –     | –     | –     | 08     |
| 47    | Philippe Wendel           | Schweiz                 | 26    | 35    | –     | –     | –     | –     | –     | –     | 05     |
| 48    | Mattia Menardi            | Italien                 | 33    | 34    | –     | –     | –     | –     | 28    | 29    | 05     |
| 49    | Kenan Huskić              | Bosnien und Herzegowina | –     | –     | –     | –     | 36    | 36    | 30    | 28    | 04     |
| 50    | Fabian Purcea             | Rumänien                | –     | –     | –     | –     | 34    | 29    | 32    | 31    | 02     |
| 51    | Gert Koetje               | Niederlande             | –     | –     | –     | –     | 33    | 34    | 31    | 30    | 01     |
| 52    | Boris Davidović           | Bosnien und Herzegowina | 30    | 32    | –     | –     | –     | –     | –     | –     | 01     |
| 53    | Sascha Berger             | Schweiz                 | –     | –     | –     | –     | 34    | 32    | –     | –     | 0      |
| 53    | Danko Dangubić            | Bosnien und Herzegowina | –     | –     | –     | –     | dnf   | dns   | 33    | 32    | 0      |
| 53    | Marc Alcaraz              | Spanien                 | –     | –     | –     | –     | 37    | 35    | –     | –     | 0      |
| 53    | Ferdinando Mulassano      | Italien                 | –     | –     | –     | –     | 32    | 38    | –     | –     | 0      |
| 53    | Erik di Stefano           | Italien                 | –     | –     | –     | –     | 38    | 37    | –     | –     | 0      |
| 53    | Miguel Ángel Grau         | Spanien                 | 34    | 33    | –     | –     | –     | –     | –     | –     | 0      |

## Frauen

### Veranstaltungen
| Datum             | Ort        | Siegerin           | Zweite            | Dritte              |
| ----------------- | ---------- | ------------------ | ----------------- | ------------------- |
| 25. November 2011 | Königssee  | Emma Lincoln-Smith | Lucy Chaffer      | Tina Hermann        |
| 26. November 2011 | Königssee  | Emma Lincoln-Smith | Lucy Chaffer      | Lena Joch           |
| 9. Dezember 2011  | Altenberg  | Lena Joch          | Tina Hermann      | Sarah Sartor        |
| 10. Dezember 2011 | Altenberg  | Tina Hermann       | Lena Joch         | Micaela Widmer      |
| 7. Januar 2012    | Igls       | Rose McGrandle     | Sophia Griebel    | Cassie Hawrysh      |
| 8. Januar 2012    | Igls       | Kim Meylemans      | Elizabeth Yarnold | Laura Deas          |
| 14. Januar 2012   | Winterberg | Rose McGrandle     | Cassie Hawrysh    | Melissa Hoar        |
| 15. Januar 2012   | Winterberg | Cassie Hawrysh     | Sophia Griebel    | Swetlana Wassiljewa |

### Gesamtstand
| Platz | Sportlerin            | Land                    | KÖN 1 | KÖN 2 | ALT 1 | ALT 2 | IGL 1 | IGL 2 | WIN 1 | WIN 2 | Punkte |
| ----- | --------------------- | ----------------------- | ----- | ----- | ----- | ----- | ----- | ----- | ----- | ----- | ------ |
| 01    | Tina Hermann          | Deutschland             | 03    | 04    | 02    | 01    | 10    | 05    | 04    | 07    | 410    |
| 02    | Lena Joch             | Deutschland             | 04    | 03    | 01    | 02    | 20    | 12    | 05    | 09    | 364    |
| 03    | Robynne Thompson      | Kanada                  | 08    | 08    | 05    | 05    | 05    | 10    | 09    | 08    | 309    |
| 04    | Sarah Sartor          | Deutschland             | 06    | 05    | 03    | 04    | –     | –     | 11    | 11    | 250    |
| 05    | Laura Deas            | Vereinigtes Königreich  | 16    | 12    | 06    | dsq   | 10    | 03    | 10    | 09    | 241    |
| 06    | Rose McGrandle        | Vereinigtes Königreich  | –     | –     | –     | –     | 01    | 07    | 01    | 04    | 238    |
| 07    | Cassie Hawrysh        | Kanada                  | –     | –     | –     | –     | 03    | 06    | 02    | 01    | 235    |
| 08    | Takako Ōmukai         | Japan                   | 13    | 10    | 10    | 09    | 15    | 11    | 14    | 13    | 226    |
| 09    | Sophia Griebel        | Deutschland             | –     | –     | –     | –     | 02    | 03    | 08    | 02    | 221    |
| 10    | Kim Meylemans         | Deutschland             | –     | –     | 07    | 06    | 07    | 01    | –     | –     | 191    |
| 11    | Micaela Widmer        | Kanada                  | 05    | 06    | 04    | 03    | –     | –     | –     | –     | 190    |
| 12    | Sabina Hafner         | Schweiz                 | dnf   | dns   | 14    | 11    | 14    | 13    | 12    | 14    | 156    |
| 13    | María Montejano       | Spanien                 | 17    | 21    | 16    | 15    | 12    | 15    | 13    | 25    | 153    |
| 14    | Emma Lincoln-Smith    | Australien              | 01    | 01    | –     | –     | –     | –     | –     | –     | 150    |
| 15    | Undīne Vītola         | Aserbaidschan           | 15    | 17    | –     | –     | 06    | 17    | 15    | 15    | 142    |
| 16    | Olga Korobkina        | Russland                | 11    | 09    | 08    | 07    | –     | –     | –     | –     | 138    |
| 17    | Lucy Chaffer          | Australien              | 02    | 02    | –     | –     | –     | –     | –     | –     | 130    |
| 18    | Melissa Hoar          | Australien              | –     | –     | –     | –     | 18    | 20    | 03    | 06    | 123    |
| 19    | Elizabeth Yarnold     | Vereinigtes Königreich  | –     | –     | –     | –     | 04    | 02    | –     | –     | 115    |
| 20    | Larissa Kirina        | Russland                | 26    | 25    | 12    | 10    | 37    | 18    | 22    | 22    | 105    |
| 21    | Carina Mair           | Österreich              | –     | –     | 15    | 12    | 17    | 08    | –     | –     | 104    |
| 22    | Lauri Bausch          | Vereinigte Staaten      | 18    | 15    | 11    | 08    | –     | –     | –     | –     | 104    |
| 23    | Megan Henry           | Vereinigte Staaten      | –     | –     | –     | –     | 13    | 09    | 16    | 17    | 098    |
| 24    | Swetlana Wassiljewa   | Russland                | –     | –     | –     | –     | –     | –     | 06    | 03    | 095    |
| 25    | Jelena Nikitina       | Russland                | 12    | 11    | –     | –     | 08    | 36    | –     | –     | 094    |
| 26    | Sandra Zimmermann     | Schweiz                 | 25    | 19    | 09    | 14    | 19    | dnf   | –     | –     | 092    |
| 27    | Donna Creighton       | Vereinigtes Königreich  | –     | –     | –     | –     | –     | –     | 06    | 05    | 085    |
| 28    | Eiko Nakayama         | Japan                   | –     | –     | –     | –     | 09    | 16    | dsq   | 12    | 082    |
| 29    | Joy Bryant            | Vereinigte Staaten      | 20    | 18    | 13    | 13    | –     | –     | –     | –     | 080    |
| 30    | Fabienne Hodler       | Schweiz                 | –     | 24    | 18    | 16    | 22    | 21    | 23    | 21    | 080    |
| 31    | Lisa Rettler          | Deutschland             | 07    | 06    | –     | –     | –     | –     | –     | –     | 078    |
| 32    | Chantal Hakkel        | Niederlande             | 27    | 26    | –     | –     | 21    | 19    | 17    | 18    | 067    |
| 33    | Michaela Gläßer       | Tschechien              | 09    | 13    | –     | –     | –     | –     | –     | –     | 060    |
| 34    | Marina Riva           | Italien                 | 19    | 23    | –     | –     | 23    | 24    | 19    | 23    | 059    |
| 35    | Anastassija Schlapak  | Russland                | –     | –     | 17    | 21    | 16    | 23    | –     | –     | 056    |
| 36    | Anna Noskowa          | Russland                | 22    | 20    | 19    | 17    | –     | –     | –     | –     | 053    |
| 37    | Elena Mandrino        | Italien                 | 24    | 22    | –     | –     | 24    | 25    | 21    | 19    | 053    |
| 38    | Meghan Sullivan       | Vereinigte Staaten      | –     | –     | –     | –     | 27    | 14    | 20    | 20    | 052    |
| 39    | Lelde Priedulēna      | Lettland                | 14    | 14    | –     | –     | –     | –     | –     | –     | 048    |
| 40    | Giulia Carpin         | Italien                 | 29    | 29    | –     | –     | 28    | 27    | 18    | 16    | 047    |
| 41    | Lenka Vorlová         | Tschechien              | 28    | 27    | 20    | 18    | –     | –     | –     | –     | 035    |
| 42    | Marina Gilardoni      | Schweiz                 | 10    | –     | –     | –     | –     | –     | –     | –     | 032    |
| 43    | Maria Mazilu          | Rumänien                | 21    | 16    | –     | –     | –     | –     | –     | –     | 030    |
| 44    | Birgit Stengg         | Österreich              | 30    | 30    | 22    | 19    | 26    | 32    | –     | –     | 030    |
| 45    | Kateřina Klesalová    | Tschechien              | 31    | 32    | 21    | 20    | 33    | 33    | –     | –     | 022    |
| 46    | Sara Lavrenčić        | Slowenien               | dnf   | 31    | –     | –     | 32    | 28    | 24    | 24    | 017    |
| 47    | Jelisaweta Subkowa    | Russland                | –     | –     | –     | –     | 25    | 22    | –     | –     | 015    |
| 48    | Alexandra Iliuţă      | Rumänien                | –     | –     | –     | –     | 31    | 26    | 25    | 27    | 015    |
| 49    | Delia Andreea Ivas    | Rumänien                | 23    | 28    | –     | –     | –     | –     | –     | –     | 011    |
| 50    | Nicole Wild           | Österreich              | –     | –     | –     | –     | 37    | 30    | 26    | 26    | 011    |
| 51    | Vanja Saponjić        | Bosnien und Herzegowina | –     | –     | –     | –     | 36    | 35    | 27    | 28    | 07     |
| 52    | Eva Vuga              | Slowenien               | –     | –     | –     | –     | 29    | 29    | –     | –     | 04     |
| 53    | Guendalina Bergonzoni | Italien                 | –     | –     | –     | –     | 30    | 31    | –     | –     | 01     |
| 54    | Eva Cernevšek         | Slowenien               | –     | –     | –     | –     | 35    | 34    | –     | –     | 0      |
| 54    | Janine Weiler         | Österreich              | –     | –     | –     | –     | 34    | 36    | –     | –     | 0      |